# Epelis amnicularia
Epelis amnicularia là một loài bướm đêm trong họ Geometridae.